# Circondario di Bienne
Il circondario di Bienne (ufficialmente in tedesco Verwaltungskreis Biel, in francese Arrondissement administratif de Bienne, circondario amministrativo di Bienne) è uno dei circondari in cui è suddiviso il Canton Berna, in Svizzera; si trova nella regione del Seeland.

## Storia
Il circondario fu creato il 1º gennaio 2010, nell'ambito della riforma amministrativa del Canton Berna. È andato a sostituire il precedente distretto di Bienne e parte di quelli di Nidau e Büren.

## Suddivisione
Il circondario è suddiviso in 19 comuni. Tutti i comuni sono di lingua tedesca, ad eccezione di Bienne ed Evilard che sono bilingui tedesco-francese.
| Stemma             | Nome           |
| ------------------ | -------------- |
| Aegerten           | Aegerten       |
| Bellmund           | Bellmund       |
| Bienne             | Bienne         |
| Brügg              | Brügg          |
| Ipsach             | Ipsach         |
| Lengnau            | Lengnau        |
| Evilard/Leubringen | Evilard        |
| Ligerz             | Ligerz         |
| Meinisberg         | Meinisberg     |
| Mörigen            | Mörigen        |
| Nidau              | Nidau          |
| Orpund             | Orpund         |
| Pieterlen          | Pieterlen      |
| Port               | Port           |
| Safnern            | Safnern        |
| Scheuren           | Scheuren       |
| Schwadernau        | Schwadernau    |
| Sutz-Lattrigen     | Sutz-Lattrigen |
| Twann-Tüscherz     | Twann-Tüscherz |
|                    | Totale (19)    |

### Fusioni
- 2010: Tüscherz-Alfermée, Twann → Twann-Tüscherz